# XY Большой Медведицы
XY Большой Медведицы (лат. XY Ursae Majoris), HD 237786 — двойная затменная переменная звезда типа Беты Лиры (EB) в созвездии Большой Медведицы на расстоянии приблизительно 223 световых лет (около 68 парсеков) от Солнца. Видимая звёздная величина звезды — от +10,17m до +9,5m. Орбитальный период — около 0,479 суток (11,496 часов).

## Характеристики
Первый компонент — жёлтый карлик, эруптивная переменная звезда типа RS Гончих Псов (RS) спектрального класса G2V или G5.